# Palazzo Martinengo di Padernello Salvadego
Palazzo Martinengo di Padernello Salvadego, già Molin, o anche conosciuto come "Palazzo della Fabbrica", è un edificio storico di Brescia sito in via Dante, vicino alla centrale piazza della Vittoria.
Edificato e ricostruito in diversi momenti, è considerata la dimora signorile più sfarzosa e monumentale della città, benché i bombardamenti alleati del 1945, durante la seconda guerra mondiale, ne abbiano danneggiato irrimediabilmente alcune parti.

## Premesse
Il palazzo è frutto di una fabbrica che potrebbe definirsi quasi un "retaggio di famiglia", dunque un palazzo la cui costruzione fu tramandata di generazione in generazione; tanto più che il ramo familiare dei Martinengo che si occupò della sua erezione, ossia Martinengo di Padernello, è anche conosciuto come Martinengo della Fabbrica.

## La fase Tre-Quattrocentesca
La prima fase di costruzione del palazzo, avviata tra il Trecento ed il Quattrocento, è quasi del tutto oscurata dai successivi interventi, ed è quindi la meno nota ed analizzabile: ciononostante è possibile individuare, grazie a residui architettonici e pittorici, il nucleo originale della primitiva struttura nell'ala meridionale ed orientale. Inoltre, in seguito ad alcuni danni riportati dall'edificio a causa dei bombardamenti alleati, durante la seconda guerra mondiale, sono emerse anche alcune decorazioni quattrocentesche nella parte orientale del primo piano: affreschi che raffiguravano santa Veronica, san Cristoforo, San Giuliano e San Bernardino, oltre che due piccoli frammenti geometrici risalenti al XIV secolo.
Il palazzo di allora presentava comunque un'insolita e spiccata altezza per il gusto dell'epoca, vista l'estensione in verticale di tre piani. Altrettanto inconsueta per il tempo fu la scelta, da parte del ramo della famiglia stessa, di insediarsi al di fuori della cosiddetta Cittadella Vecchia, quindi al di là delle vecchie mura romane; scelta, forse, che esprimeva la volontà dei Martinengo di Padernello di ampliare in futuro la struttura, vista l'ingente quantità di terreno a loro disposizione in quel territorio. Infatti, probabilmente proprio con questo fine, la famiglia acquistò terreni e case confinanti la dimora per tutto il corso del Quattrocento, oltre che nel 1567, cioè in occasione della conclusione di un rifacimento cinquecentesco del palazzo, tra l'altro piuttosto radicale.

## La fase Cinquecentesca
La seconda fase è appunto ascrivibile al pieno Cinquecento, ossia tra il 1539 ed il 1543, e riguarda principalmente i primi due piani del cortile porticato interno. Fu promossa principalmente dall'allora conte e proprietario Girolamo Martinengo, avendo egli stesso commissionato la costruzione di un nucleo centrale formato appunto da un cortile porticato; questa fase di interventi architettonici ed artistici, al contrario di quella quattrocentesca, si presta molto più facilmente ad un'analisi e trattazione più accurata, in special modo grazie alla descrizione fattane dal rettore Girolamo Contarini, nel 1543, in occasione delle nozze tra lo stesso Girolamo Martinengo ed  Eleonora Gonzaga di Sabbioneta; È infatti riportato dal Contarini stesso come, nonostante il Lechi credesse che all'epoca la struttura fosse a forma di ferro di cavallo (U):
(Lovarini, ibidem, pag. 13)

### La sala delle dame
Sempre con la volontà di celebrare questo propizio evento, si ricorda la commissione da parte del conte Girolamo fatta al Moretto, oltre che ad una sua cerchia di aiutanti, per la realizzazione di un ciclo di affreschi nella sala che verrà poi definita "delle dame", stanza unica al mondo per quanto riguarda soggetti rappresentati e contesto: è lo stesso Contarini infatti a offrirne una descrizione in una lettera al suocero, in cui afferma come nella stessa sala "vi sono retrate dal naturale 6 gentildone bresane belle". Nella stanza sono infatti visibili otto donne, con tutta probabilità parenti degli sposi, raffigurate mentre siedono su una balaustra, anch'essa dipinta e coperta di tappeti con fantasie orientaleggianti; alle loro spalle si apre invece un paesaggio di campagna con, in secondo piano, svariati edifici. La collaborazione artistica per i dipinti di questa sala con Giovan Battista Moroni, ipotizzata da alcuni esperti, è stata in seguito smentita.
Tra l'altro il Contarini, sempre in quell'occasione, ebbe anche modo di visitare due diverse ali del palazzo: nella fattispecie quella rivolta verso il giardino interno, di cui menziona tre stanze a volta affrescate ed un "camerino piccolo"; l'altra era invece collocata sul lato opposto ed era anch'essa composta da tre stanze affacciate sulla strada, in successione l'una con l'altra e tutte comunicanti con un "saloto longo", quest'ultimo affacciato sul cortile.
Il cortile stesso, in tal senso, presenta delle caratteristiche interessanti ed uniche: l'andamento della loggia, infatti, è scandito da archi poggianti su pilastri ed incorniciati da semicolonne, motivo proposto per la prima volta in città nel palazzo della Loggia ed utilizzato, proprio in questo contesto, per la prima volta in ambito residenziale. Una soluzione simile si trova anche nel loggiato superiore del chiostro del convento di Sant'Afra, la cui supervisione, tra il 1537 ed il 1560 era affidata a Zaccaria Falnetti.
Nel complesso, la scelta di realizzare un cortile di questa tipologia e la scansione ad esso conferita, si configurano come una scelta più che unica nel panorama delle dimore signorili bresciane; tra l'altro, conferiscono ulteriore solennità alla struttura.

## La fase settecentesca
Tra il 1720 ed il 1730, a testimoniare a costante volontà dei Martinengo nel rinnovare periodicamente il palazzo, il nobile Girolamo Silvio Martinengo di Padernello (1686-1766) avviò un cambiamento radicale della struttura: affidò infatti l'incarico a Giovanni Battista Marchetti di innalzare la struttura di un piano, creandone quindi un terzo, oltre che la progettazione di due ulteriori cortili minori verso ovest e un nuovo monumentale scalone d'onore.
Nel 1789, inoltre, il conte Francesco Martinengo presentò un cosiddetto precario con annesso progetto e disegno per la realizzazione della facciata del palazzo su via Dante, ad opera di Antonio Marchetti, figlio di Giovanni Battista; in tale occasione quest'ultimo ideò anche il prospetto sul giardino e l'atrio del palazzo stesso; tuttavia il progetto di rifacimento della stessa facciata verrà attuato soltanto un secolo dopo.

### Gli affreschi settecenteschi del palazzo
Alla ristrutturazione del palazzo, promossa appunto da Girolamo Martinengo tra gli anni '20 e '30 del '700, seguì un importante intervento finalizzato ad affrescare molti ambienti del palazzo: protagonisti di questa fase artistica della dimora nobiliare furono Carlo Innocenzo Carloni e Francesco Fontebasso, supportati da quadraturisti quali Giovanni Zanardi, Gerolamo Mengozzi-Colonna ed altri. Furono decorati, tra gli altri, il grande scalone d'onore della dimora, oltre che delle gallerie e degli appartamenti stessi; a causa dei malaugurati bombardamenti del 1945, tuttavia, i cicli di affreschi del grande scalone andarono distrutti, così come quelli delle gallerie del primo e del secondo piano, benché alcuni fossero già stati asportati. Ciononostante, sono ancora visibili nove soffitti decorati dallo stesso Carloni, senza contare poi due ulteriori sale realizzate dal Fontebasso.
Le opere realizzate dal Carloni, in ogni caso, dovrebbero collocarsi tra gli anni '40 e '60 del '700 grazie a recenti studi: inoltre, confrontando i cicli di affreschi delle sale con la Notte degli sbozzi, cioè l'elenco delle bozze e disegni preparatori del Carloni, rinvenuta nel 1997, permette di identificare con chiarezza i soggetti stessi di sei delle nove sale rimaste, permettendo così di tracciare, seppure sommariamente, il progetto ideato dall'artista per la decorazione del palazzo.
Al primo piano sono presenti i seguenti soffitti affrescati: "La verità scoperta dal Tempo", "La Virtù coronata dalla Verità" e "Amore e Psiche", quest'ultima ad arricchire un'alcova. Al secondo piano invece "L'Aurora con il carro del Sole", "Flora e Zefiro", "I Quattro Elementi", "La Poesia e la Storia", "Le nozze di Ercole ed Ebe" ed un'ulteriore alcova con "Cupido e Venere".